# 2205-ös mellékút (Magyarország)
A 2205-ös számú mellékút egy bő 25 kilométeres, négy számjegyű mellékút Nógrád vármegyében. A Karancs hegység keleti lábainál, az Ipoly mentén fekvő településeken vezet végig.

## Nyomvonala
A 22-es főútból ágazik ki, annak a 41+100-as kilométerszelvénye közelében, Szécsényben, északi irányban, egy körforgalmú csomópontból. Nem sokkal ezután kicsit nyugatabbnak fordul, bő 300 méter megtétele után keresztezi az Aszód–Balassagyarmat–Ipolytarnóc-vasútvonalat, Szécsény vasútállomás mellett; előtte még kiágazik belőle északnak a 22 305-ös út, amely az állomáshoz vezet. Települési neve a vasúti kereszteződésig Rákóczi út, onnan Ludányi út; iránya innentől kezdve nagyjából végig az Ipoly vonalvezetését követve kanyarog.
2 kilométer után éri el Ludányhalászi határát, de itt egy darabig még csak határvonalat képez a község és Szécsény város közigazgatási területei között. Ezen a szakaszon ágazik ki belőle nyugat felé (a 2+300-as kilométerszelvénye környékén) a 22 105-ös út, a Pösténypuszta nevű különálló településrész felé. 2,9 kilométer megtétele után keresztezi a Ménes-patakot, innentől már ludányhalászi területen húzódik. Pontosan a negyedik kilométerénél ágazik ki belőle kelet felé a 2207-es út, amely Endrefalva területén torkollik a 22-esbe, majd 5,7 kilométernél a Ludányhalászi megállóhelyre vezető 22 306-os út. Ezután ismét keresztezi a vasutat és nagyjából 9,3 kilométer megtétele után elhagyja Ludányhalászit, átlépve Nógrádszakál területére.
Pontosan a 11. kilométerénél áthalad a Darna-patak fölött és kevéssel ezután eléri Nógrádszakál első házait is. A falu központjában, a 11+350-as kilométerszelvénye környékén kiágazik belőle nyugat felé az itteni állomásra vezető 22 307-es számú mellékút. A falu északi végén ismét keresztezi a vasutat, majd egy darabon párhuzamosan haladnak, egészen közel az országhatárhoz.
A 15+200-as kilométerszelvénye környékén az út egy körforgalomba fut bele: itt ágazik ki belőle a 22 103-as út, amely átvezet a határon, Tőrincs településre és ott a szlovákiai 585-ös közútba torkollik, amely Losonctól Alsósztregován át Nógrádszentpéterig húzódik. Itt Nógrádszakál Ráróspuszta nevű településrésze következik; Ráróspuszta megállóhely mellett az út ismét keresztezi a vasutat, itt egy darabon keleti irányban haladnak. Nagyjából 16,7 kilométer megtétele után az út elhalad Kisrárós megállóhely térsége mellett, majd átszeli Litke határát.
Ahogy eléri e község lakott területét, északkeletnek fordul. Mintegy 20,5 kilométer megtétele után éri el Litke központját, előtte kevéssel kiágazik belőle a Karancs hegység belső településeit feltáró 2206-os út délkelet felé (amely 21,5 kilométer megtétele után Salgótarján belvárosában ér véget), utána pedig nem sokkal a Litke megállóhelyre vezető 22 308-as út északnak.
Ipolytarnóc az útjába eső, utolsó település, ennek első házait a 24. kilométerénél éri el, előtte újból keresztezik egymást a vasúttal. Szinte pontosan a 24. kilométernél ágazik ki a 22 309-es út is, amely a vasút végállomásához vezet, de innen egy út vezet az Ipolytarnóci Ősmaradványok Természetvédelmi Terület felé is.
Magyarország és Szlovákia határánál ér véget, bár a határ túloldalán, Kalonda község közigazgatási területén tovább folytatódik. Számozása onnantól 594-es, amely számon az út Losonc területének legdélebbi pontján torkollik az 585-ös útba.
Teljes hossza, az országos közutak térképes nyilvántartását szolgáló kira.gov.hu adatbázisa szerint 25,124 kilométer.

## Települések az út mentén
- Szécsény
- Ludányhalászi
- Nógrádszakál
- Nógrádszakál-Ráróspuszta
- Litke
- Ipolytarnóc

## Története
1934-ben a kereskedelem- és közlekedésügyi miniszter 70 846/1934. számú rendelete a teljes mai hosszában elsőrendű főúttá nyilvánította, a 2-es főút részeként. Ugyanígy jelölte egy dátum nélküli, feltehetőleg 1950 körül készült térkép is.